# 2012年ロンドンオリンピックのネパール選手団
2012年ロンドンオリンピックのネパール選手団（2012ねんロンドンオリンピックのネパールせんしゅだん）は、2012年7月27日から8月12日までイギリスのロンドンで開催されたロンドンオリンピックにおけるネパール選手団の名簿。選手名及び所属・記録は2012年当時のもの。

## 種目別選手・スタッフ名簿及び成績

### 陸上競技
- ティラク・ラーム・タルー（英語版）（男子100m）10秒85 予備予選敗退
- ブラミラ・リザール（英語版）（女子100m）13秒33 予備予選敗退

### 射撃
- スネーハ・ラーナ（英語版）（女子エアライフル）予選敗退

### 競泳
- プラシッダ・シャー（英語版）（男子50m自由形）26秒93 予選敗退
- シェリャ・ディータル（英語版）（女子100m自由形）1分10秒80 予選敗退